# Anerkendelse af udenlandske kvalifikationer og studier
Anerkendelse af udenlandske kvalifikationer og studier indebærer, at man godkender eller accepterer udenlandske eksamensbeviser, autorisationer, certifikater m.v. eller studieperioder gennemført i udlandet, sådan at de kan anvendes som grundlag for aktiviteter i modtagerlandet.

## Typer af anerkendelse
Inden for uddannelsessystemet kan anerkendelse indebære adgang til en uddannelse, tildeling af merit (dvs. godskrivning i form af fritagelse for dele af en uddannelse) eller i nogle tilfælde tildeling af en hel uddannelseskvalifikation (f.eks. en akademisk grad).
I forhold til arbejdsmarkedet kan der på lovregulerede erhvervsområder gives anerkendelse i form af autorisation og lignende godkendelse til at udøve erhvervet (de jure professionel anerkendelse). På ikke-lovregulerede erhvervsområder kan anerkendelse bl.a. ske i form af en vejledende vurderingsudtalelse (de facto professionel anerkendelse).
Som grundlag for en afgørelse om anerkendelse foretages der ofte en vurdering for at afklare, hvad den udenlandske kvalifikation eller studieperiode svarer til i modtagerlandet. Der kan ved vurdering og anerkendelse anvendes vidt forskellige principper, metoder og kriterier. Der kan således anlægges en mere eller mindre fleksibel tilgang til forskelle i uddannelsesindhold, f.eks. en fag til fag-sammenligning med krav om ækvivalens (overensstemmelse i fagligt indhold) eller en bredere sammenligning af kvalifikationsniveau, profil og læringsudbytte.

## Internationale retningslinjer
Der er vedtaget internationale retningslinjer for anerkendelse af udenlandske kvalifikationer, herunder navnlig følgende:
- Konventionen om anerkendelse af kvalifikationer inden for de videregående uddannelser i Europaregionen (Lissabonkonventionen)
- EU's direktiv om anerkendelse af erhvervsmæssige kvalifikationer inden for de lovregulerede erhverv

## Vurdering af udenlandske uddannelser i Danmark
Uddannelses- og Forskningsstyrelsen foretager vurderinger af udenlandske uddannelser på alle uddannelsestrin til brug såvel i uddannelsessystemet som på arbejdsmarkedet med undtagelse af de lovregulerede erhverv. Vurderingerne foretages i henhold til lov om vurdering af udenlandske uddannelseskvalifikationer m.v.
En sådan vurdering er en udtalelse, der oplyser om, hvilket uddannelsesniveau og så vidt muligt hvilket fagområde en given afsluttet udenlandsk uddannelse svarer til i Danmark.
Vurderingen kan blandt andet bruges:
- som vejledende information til arbejdsgiveren, når man søger job inden for ikke-lovregulerede erhverv, f.eks. ingeniør
- som retningslinje for et uddannelsessted, når man søger optagelse på en uddannelse
- som hjælp til afklaring af muligheder for uddannelse og beskæftigelse.

Derudover er styrelsens vurderinger af personers udenlandske uddannelseskvalifikationer bindende i visse arbejdsmarkedssammenhænge, idet de skal lægges til grund for optagelse i arbejdsløshedskasser og myndigheders afgørelser om ansættelse, for så vidt angår bedømmelsen af ansøgerens uddannelsesniveau.
Ret til at få foretaget en vurdering har:
1. alle, der har udenlandske uddannelseskvalifikationer
2. myndigheder, der har behov for en vurdering i deres sagsbehandling
3. arbejdsgivere, der har behov for en vurdering for at kunne tage stilling til spørgsmålet om ansættelse af en person med udenlandske uddannelseskvalifikationer
4. uddannelsesinstitutioner
5. arbejdsløshedskasser, der skal træffe afgørelse om optagelse af en person med udenlandske uddannelseskvalifikationer.

Der er normalt tale om en overordnet sammenligning med fokus på slutkompetencer, og altså ikke en sammenligning af uddannelsernes enkelte fag. Dog foretager styrelsen i nogle tilfælde en ækvivalensvurdering, dvs. en vurdering af den udenlandske uddannelseskvalifikation i forhold til en bestemt dansk uddannelse.

## Anerkendelse i det danske uddannelsessystem

### Adgang og optagelse
Den enkelte uddannelsesinstitution træffer afgørelse om optagelse af ansøgere med udenlandske uddannelseskvalifikationer. Dog skal vurderinger fra Uddannelses- og Forskningsstyrelsen lægges til grund, når uddannelsesinstitutionen tager stilling til, om den udenlandske uddannelse har et generelt adgangsgivende niveau. Uddannelsesinstitutionen afgør, om ansøgeren opfylder de eventuelle specifikke adgangskrav, som gælder for den enkelte uddannelse, f.eks. krav til karakterer og fag i den adgangsgivende uddannelse.

### Merit
Den enkelte uddannelsesinstitution træffer afgørelse om merit, dvs. godskrivning af udenlandske uddannelseskvalifikationer, således at de erstatter dele af en dansk uddannelse.
Ansøgere med udenlandske uddannelseskvalifikationer kan klage over uddannelsesinstitutionens meritafgørelse til et særligt klagenævn, Kvalifikationsnævnet.

### Tildeling af danske uddannelsestitler
Den enkelte uddannelsesinstitution tager stilling til, om en udenlandsk uddannelseskvalifikation kan anerkendes som svarende fuldt ud til en bestemt dansk uddannelse. Normalt vil ansøgeren dog være henvist til at ansøge om merit.

## Anerkendelse inden for de lovregulerede erhverv i Danmark
Inden for de lovregulerede erhverv skal personer med udenlandske erhvervskvalifikationer have autorisation eller anden formel anerkendelse, før de kan begynde at arbejde inden for erhvervet.
Lovregulerede erhverv er kendetegnede ved, at man ifølge lovgivningen skal have nogle bestemte erhvervsmæssige kvalifikationer for at få adgang til at udøve erhvervet. Det kan være såvel uddannelseskvalifikationer som autorisationsbeviser, certifikater, beviser for relevant erhvervserfaring m.v. Afgørelsen om anerkendelse træffes af den kompetente myndighed, der har ansvaret for det pågældende erhverv.
I Danmark er der ca. 130 erhverv, som er omfattede af EU's anerkendelsesdirektiv, foruden en række sundhedsfaglige specialer. Dertil kommer et mindre antal lovregulerede erhverv, som er omfattede af andre EU-regler og/eller internationale konventioner.
Reglerne om anerkendelse er fastsat i lov om anerkendelse af visse uddannelses- og erhvervsmæssige kvalifikationer (Anerkendelsesloven) og i lovgivningen for de enkelte erhverv.